# Cissusa inconspicua
Cissusa inconspicua là một loài bướm đêm trong họ Erebidae.